# Hiamo
En la mitología griega, Hiamo (griego Antiguo: Ὕαμος, Hiamos) es un héroe asociado a la ciudad de Delfos, y que aparece en dos fuentes. Pausanias dice que Hiamo, hijo de Licoro o Licoreo, tuvo una hija, Celeno, y que Delfo, por el que tiene su nombre la ciudad, era hijo de Celeno y de Apolo. El propio padre de Hiamo, Licoro, había nacido de la unión entre Apolo y la ninfa Coricia. Un escolio añade que luego del diluvio de Deucalión Hiamo fue el rey de los moradores del monte Parnaso, donde fundó Hiámpolis o Hía. Se casó con Melantea, hija de Deucalión, con quien engendró a Celeno y a su hermana Melana. Conjeturalmente la madre de Hiamo pudiera ser Evadne, aunque ninguna fuente clásica lo explicita.